# Willie Johnston
William McClure „Willie“ Johnston (* 19. Dezember 1946 in Glasgow) ist ein ehemaliger schottischer Fußballspieler, der sowohl im Mittelfeld als auch im Angriff einsetzbar war.

## Laufbahn
Johnston begann seine Profikarriere 1964 bei seinem „Heimatverein“ Glasgow Rangers, in dessen Reihen er sich schnell zum Nationalspieler entwickelte und zwischen 1965 und 1970 insgesamt neun Länderspiele bestritt. 
Obwohl Johnston in den acht Spielzeiten bis 1972 beim schottischen Rekordmeister nicht einmal den Meistertitel gewinnen konnte, erlebte er mit den Rangers doch seine erfolgreichsten Jahre und auch eine für den Verein einzigartige Zeit; denn in diesem Zeitraum konnten sich die Gers zweimal für das Finale um den Europapokal der Pokalsieger qualifizieren. In der Saison 1966/67 konnten sich die Rangers auf dem Weg ins Finale gegen den Titelverteidiger Borussia Dortmund durchsetzen und verloren das am 31. Mai 1967 ausgetragene Finale in Nürnberg gegen den „Heimvorteil“ genießenden FC Bayern München durch ein spätes Tor von „Bulle“ Roth in der  108. Minute mit 0:1 nach Verlängerung. Fünf Jahre später gelang im Halbfinale der Saison 1971/72 nicht nur die Revanche gegen den FC Bayern (1:1 und 2:0), sondern im Finale von Barcelona auch ein 3:2-Finalsieg gegen die Mannschaft von Dynamo Moskau und somit der erste und bis heute einzige Erfolg der Rangers in einem europäischen Fußballwettbewerb. Durch seine beiden Treffer zum Zwischenstand von 2:0 und 3:0 noch vor der Pause hatte Johnston maßgeblichen Anteil an diesem Erfolg. 
Doch zu Beginn der kommenden Saison 1972/73 geriet der als Hitzkopf bekannte Johnston, der wegen seiner Disziplinlosigkeit bereits mehrfach mit Strafen belegt worden war, in einem Punktspiel gegen den Stadtrivalen Partick Thistle mit einem gegnerischen Verteidiger aneinander und  wurde anschließend mit einer zweimonatigen Sperre belegt. Für seinen Arbeitgeber war er dadurch untragbar geworden und daher nur wenige Tage später an den englischen Erstligisten West Bromwich Albion verkauft worden, mit dem er am Ende derselben Saison in die zweite Liga abstieg, in der der Verein die nächsten drei Spielzeiten verbringen sollte. Durch seine gute Leistung in den Spielzeiten 1976/77 und 1977/78, als dem Aufsteiger West Brom ein beachtlicher siebter Platz und in der darauffolgenden Saison ein nochmals verbesserter sechster Rang in der Abschlusstabelle der höchsten englischen Fußballliga gelang, wurde der seinerzeitige schottische Nationaltrainer Willie Ormond auf Johnston aufmerksam und holte ihn nach siebenjähriger Abstinenz in die Nationalmannschaft zurück. Dessen Nachfolger Ally MacLeod berief Johnston in den schottischen WM-Kader 1978, wo Johnston das für die Schotten so enttäuschende Auftaktspiel gegen Peru (1:3) bestritt. Bei der anschließenden Urinprobe wurde Johnston positiv auf das Stimulans Fencamfamin getestet und somit des Dopings überführt. Das Ergebnis markierte für Johnston nicht nur das vorzeitige WM-Aus, sondern auch das Ende seiner Laufbahn in der Nationalmannschaft.  
Weil ihn die Wogen der Empörung über dieses Resultat noch lange in Großbritannien verfolgten, „flüchtete“ Johnston in die North American Soccer League, wo er bei den Vancouver Whitecaps unterschrieb, mit denen er gleich in seiner ersten Spielzeit 1979 die Meisterschaft (NASL Soccer Bowl) gewann. Auf Leihbasis kehrte er nach England zurück, wo er im Winter 1979/80 für Birmingham City spielte. Später stand er noch einmal für eine Saison (1980/81) bei den Glasgow Rangers unter Vertrag, wo er erneut negative Schlagzeilen machte. In einem Spiel gegen den FC Aberdeen trat er auf John McMasters Kopf, der anschließend durch eine Atemspende reanimiert werden musste. 
Von 1982 bis 1984 stand Johnston bei Heart of Midlothian unter Vertrag und beendete seine aktive Laufbahn 1985 in Reihen des FC East Fife.

## Erfolge
- Europapokal der Pokalsieger: 1972
- Schottischer Pokalsieger: 1966, 1981
- Schottischer Ligapokal: 1965, 1971
- Meister der NASL: 1979